# 社会主義学生同盟 (日本社会党)
社会主義学生同盟（しゃかいしゅぎがくせいどうめい）は1946年に日本社会党の呼びかけで結成された学生団体。略称は社同（しゃどう）。

## 概要
1946年、日本社会党青年部は学生への政治的啓蒙の一環として、それまでの文章による啓蒙運動から発展して大学生・高等専門学校生による学園民主化などの「実践」の団体を結成することを提起し「民主化の促進は学生の力で」をスローガンに東京都内の学生に結集を呼びかけた。
同6月2日、東京帝国大学法文経25番教室にて社会主義学生同盟結成大会を開催。鈴木茂三郎による講演ののち学生による討論があり、当時の食糧危機突破休暇促進運動と絡んで「働きながら学べる学校を」との要望が多く発言された。この大会は東京帝国大学、早稲田大学など24校から200人ほどが参加し、参加者の一割程度は女性であった。同時期の社同の勢力は、東大では20名程度であった。同9月4日、社同と民主主義日本学生協会（民主主義学生協会）、全国大学高専学生連合会（全国大学高専連合）、社研連、在外同胞救出学生同盟、学生文化連盟、学生相互連盟の7団体が学生団体統一会議の設置を決定。
同年10月16日の帝国大学新聞は、社同を政治的組織ではなくあくまで社会主義の科学的研究団体であり、森戸辰男の言うところの「せいぜい研究団体」であると評している。また当時社同が学生の政治運動禁止（いわゆる田中文相発言）に反対する運動で日本共産党系の青年共産同盟と共闘していたことを注目すべきこととしている。